# Andreas Bayless

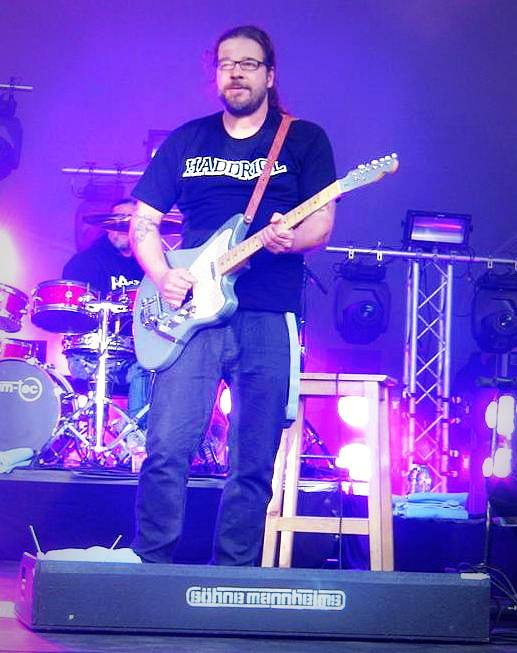
Andreas Bayless, Gitarrist der Söhne Mannheims

Andreas Bayless (* 26. August 1966 in Berlin) ist ein deutscher Musiker.

## Leben
Nach seinem Abitur 1986 an der Internatsschule Institut Lucius im hessischen Echzell ging Bayless nach Kalifornien, um eine Gitarrenausbildung an der Guitar Institute of Technology (GIT) in Los Angeles zu absolvieren. Zu diesem Zeitpunkt glaubte Bayless noch nicht daran, mit Musik seinen Unterhalt verdienen zu können. Deshalb fing Bayless nach seiner Rückkehr in Deutschland ein Jurastudium an, das er jedoch nach vier Semestern abbrach. Um seinen Traum als Vollzeit-Musiker zu verwirklichen, hielt sich Bayless mit Gelegenheitsjobs über Wasser, wie etwa mit der Gärtnerei oder als Schreibkraft für amerikanische Streitkräfte im Rechnungswesen. In Heidelberg, wo Bayless noch heute lebt, machte er die Bekanntschaft mit Ralf Gustke, Robbee Mariano und Xavier Naidoo. Nach der Zusammenarbeit in einer Cover-Band sowie diversen Musical-Projekten bekam Bayless im Jahr 1999 das Angebot, bei den Söhnen Mannheims als Gitarrist einzusteigen. Parallel dazu gründete Bayless seine eigene Band Ensemble Uferlos, dessen Stilrichtung er als „tanzbare Piratenmusik“ bezeichnet. Ferner tritt Bayless regelmäßig mit der Band von Dirk Zöllner auf.
2017 trat er neben Shahbaz Noshir im Spielfilm Puya: In the Circle of Time als Musiker auf.

## Soziales Engagement

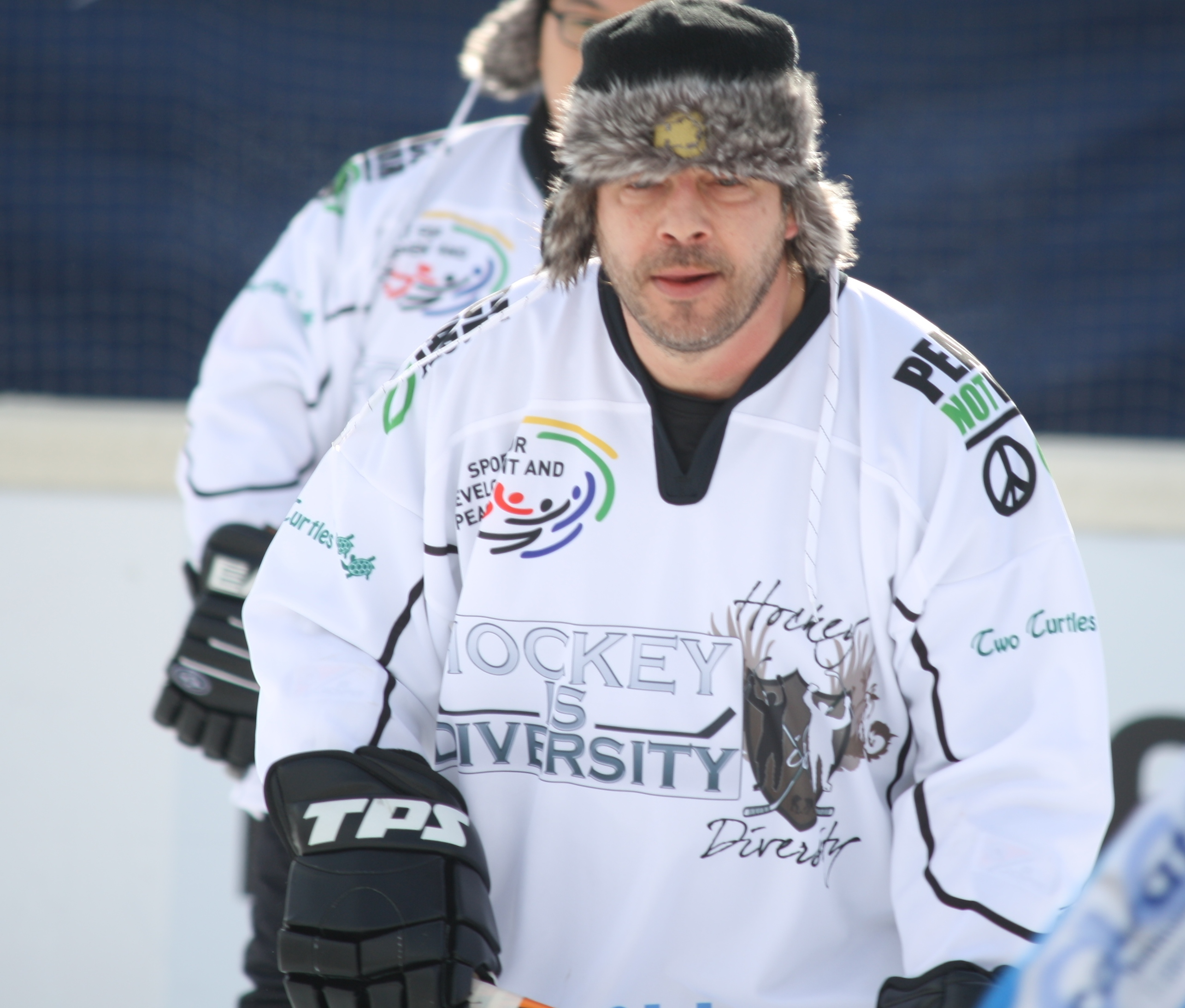
Andreas Bayles im Trikot als Hockey-is-Diversity-Botschafter

Bayless engagiert sich in verschiedenen sozialen Projekten, wie Race-4-Kids und Hockey is Diversity, einem Bündnis ehemaliger und aktueller Profi-Eishockeyspieler, das sich für mehr Integration und Vielfalt in der Gesellschaft engagiert. Seit 2010 ist er Botschafter der Initiative Hockey is Diversity.